# MinD-Spieletipp

Logo des MinD-Spieletipps

Der MinD-Spieletipp war ein Spielepreis des Hochbegabtenvereins Mensa in Deutschland e. V. (MinD), der in den Jahren 2010 bis 2014 ausgegeben wurde. Er wurde eingestellt, weil der MinD-Spielepreis ab der Verleihung im Jahr 2015 in zwei Kategorien aufgeteilt wurde.

## Kriterien
Ausgezeichnet mit dem MinD-Spieletipp wurden – im Gegensatz zum MinD-Spielepreis – überwiegend Gesellschaftsspiele ohne hohen Bekanntheitsgrad, die somit nur geringe Chancen auf den Gewinn einer groß angelegten Abstimmung hatten. Die Spiele durften keine reinen Wissens-, Glücks- oder Kinderspiele sein. Ein besonderes Augenmerk wurde auf intellektuellen Anspruch, die Herausforderung strategischen und kombinatorischen Denkens und schneller Auffassungsgabe sowie auf hohen Unterhaltungswert gelegt. Erwünscht waren leichte oder vorbildlich erklärte komplexe Regelwerke. Der Erscheinungszeitraum war im Wesentlichen nicht eingeschränkt. Die Spiele mussten im aktuellen Verlagsprogramm noch enthalten sein.

## Wahlmodus
Die Jury bestand aus sechs Mitgliedern von Mensa in Deutschland e. V., die sich beruflich oder in ihrer Freizeit oft mit Brett- und Kartenspielen beschäftigen. Jedes Mitglied schlug ein Spiel vor und bildete sich im Anschluss ein persönliches Urteil über die übrigen Nominierten. Danach vergab jeder Juror in verschiedenen unterschiedlich gewichteten Kategorien wie Spielspaß, Anspruch, Vielseitigkeit, Regeln und Ausstattung Punkte. Das Spiel, auf das die meisten Zähler entfielen, wurde mit dem MinD-Spieletipp ausgezeichnet.

## Preisträger
| Jahr | Preisträger        | Autor           | Verlag                    | Preisverleihung                         |
| ---- | ------------------ | --------------- | ------------------------- | --------------------------------------- |
| 2010 | Think: Denk-Krimi  | Max Kobbert     | Ravensburger              | Mathematikum, Gießen, 30. Januar 2010   |
| 2011 | Professor Pünschge | Klaus Zoch      | Zoch Verlag               | Spielebrücke, Marburg, 12. Februar 2011 |
| 2012 | Uluru              | Lauge Luchau    | Franckh-Kosmos            | Kiel, 31. Dezember 2011                 |
| 2013 | Moguli             | Reinhold Wittig | Gerhards Spiel und Design | Spielebrücke, Marburg, 16. Februar 2013 |
| 2014 | Hanabi             | Antoine Bauza   | Abacusspiele              | Spielebrücke, Marburg, 22. Februar 2014 |

## Zusatzinformationen
In einigen Jahren wurden darüber hinaus die jeweiligen Zweitplatzierten der Kategorie bekanntgegeben.
2011 war dies Tobago von Bruce Allen (Spieleautor), ebenfalls im Zoch Verlag erschienen. Nur 4 Punkte trennten die beiden Erstplatzierten.
2012 ging Platz 2 an Kamisado von Peter Burley, erschienen bei HUCH! & friends. Die beiden Führenden lagen weit vor den restlichen nominierten Spielen.
Auch 2013 musste HUCH! & friends mit dem zweiten Platz vorliebnehmen. Bis auf 8 Punkte kam Talat von Bruce Whitehill an den Sieger heran.
Die Einteilung von Hanabi in die Kategorie MinD-Spieletipp erfolgte einige Monate vor der Krönung zum Spiel des Jahres.